# 第18回ゴールデンラズベリー賞
第18回ゴールデンラズベリー賞は、第70回アカデミー賞授賞式前日の1998年3月22日にハリウッド・ルーズベルト・ホテルで発表・授賞式が行われた。

## 受賞とノミネートの一覧
受賞は太字、それ以外はノミネートである。

### 最低作品賞
- アナコンダ
- バットマン&ロビン Mr.フリーズの逆襲
- 沈黙の断崖
- ポストマン
- スピード2

### 最低男優賞
- ケビン・コスナー - ポストマン
- ヴァル・キルマー - セイント
- シャキール・オニール - スティール
- スティーヴン・セガール - 沈黙の断崖
- ジョン・ヴォイト - アナコンダ

### 最低女優賞
- サンドラ・ブロック - スピード2
- フラン・ドレシャー - 美容師と野獣
- ローレン・ホリー - 乱気流/タービュランス
- デミ・ムーア - G.I.ジェーン
- アリシア・シルヴァーストーン - エクセス・バゲッジ/シュガーな気持ち

### 最低助演男優賞
- ウィレム・デフォー - スピード2
- クリス・オドネル - バットマン&ロビン Mr.フリーズの逆襲
- デニス・ロッドマン - ダブルチーム
- アーノルド・シュワルツェネッガー - バットマン&ロビン Mr.フリーズの逆襲
- ジョン・ヴォイト - クロスゲージ 、Uターン

### 最低助演女優賞
- フェイ・ダナウェイ - アルビノ・アリゲーター
- ミラ・ジョヴォヴィッチ - フィフス・エレメント
- ジュリア・ルイス＝ドレイファス - ファーザーズ・デイ
- アリシア・シルヴァーストーン - バットマン&ロビン Mr.フリーズの逆襲
- ユマ・サーマン - バットマン&ロビン Mr.フリーズの逆襲

### 最低スクリーンカップル賞
- サンドラ・ブロック & ジェイソン・パトリック - スピード2
- ジョージ・クルーニー & クリス・オドネル - バットマン&ロビン Mr.フリーズの逆襲
- デニス・ロッドマン & ジャン＝クロード・ヴァン・ダム - ダブルチーム
- スティーヴン・セガール & 彼のギター - 沈黙の断崖
- ジョン・ヴォイト & アニマトロニクスのアナコンダ - アナコンダ

### 最低監督賞
- ケビン・コスナー - ポストマン
- ヤン・デ・ボン - スピード2
- ルイス・ロッサ - アナコンダ
- ジョエル・シュマッカー - バットマン&ロビン Mr.フリーズの逆襲
- オリバー・ストーン - Uターン

### 最低脚本賞
- アナコンダ - ハンス・バウアー、ジム・キャッシュ & ジャック・エップス・ジュニア
- バットマン&ロビン Mr.フリーズの逆襲 - アキヴァ・ゴールズマン
- ロスト・ワールド/ジュラシック・パーク - デヴィッド・コープ、原作のマイケル・クライトン
- ポストマン - エリック・ロス、ブライアン・ヘルゲランド、原作のデヴィッド・ブリン
- スピード2 - ランダル・マコーミック、ジェフ・ナサンソン、ヤン・デ・ボン

### 最低リメイク及び続編賞
- バットマン&ロビン Mr.フリーズの逆襲
- ホーム・アローン3
- ロスト・ワールド/ジュラシック・パーク
- ホット・ネイビー カリブ海イケイケ大作戦
- スピード2

### 最低人命軽視と公共物破壊しまくり作品賞
- バットマン&ロビン Mr.フリーズの逆襲
- コン・エアー
- ロスト・ワールド/ジュラシック・パーク
- 乱気流/タービュランス
- ボルケーノ

### 最低新人賞
- アニマトロニクスのアナコンダ - アナコンダ
- デニス・ロッドマン - ダブルチーム
- トリ・スペリング - ストーム、スクリーム2
- ハワード・スターン - プライベート・パーツ
- クリス・タッカー - フィフス・エレメント、ランナウェイ

### 最低主題歌賞
- "The End is The Beginning is The End" - バットマン&ロビン Mr.フリーズの逆襲
- ポストマンの挿入歌全部 - ポストマン
- "Fire Down Below" - 沈黙の断崖
- "How Do I Live?" - コン・エアー
- "My Dream" - スピード2